# SMS V 154
V 154 – niemiecki niszczyciel z okresu I wojny światowej. Piąta jednostka typu V 150. Okręt wyposażony w trzy kotły parowe opalane węglem. Zapas paliwa 164 tony. Po wojnie służył w Reichsmarine. Skreślony z listy floty 8 października 1928 roku, złomowany w 1935 roku.